# Alena Douhan
Alena Douhan (belarussisch Алена Доўгань; geb. 1979) ist eine belarussische Juristin. Sie ist seit 2020 UN-Sonderberichterstatterin zu den negativen Auswirkungen einseitiger Zwangsmaßnahmen.

## Ausbildung
Alena Douhan promovierte 2005 an der Belarussischen Staatlichen Universität zur PhD und habilitierte sich 2015 in Internationalem und Europäischem Recht.

## Wissenschaftliche Tätigkeit
Von 2001 bis 2003 war sie als Dozentin an der Belarussischen Nationalen Technischen Universität tätig. Seit 2004 arbeitet sie als Dozentin, Assistenzprofessorin und zuletzt Professorin für Internationales Recht an der Belarussischen Staatlichen Universität. Außerdem ist sie Direktorin am dortigen Friedensforschungszentrum. Daneben ist sie assoziiertes Mitglied des Instituts für Friedenssicherungsrecht und Humanitäres Völkerrecht an der Ruhr-Universität Bochum.
Douhan nahm an einer Reihe von akademischen Austauschprogrammen teil wie beim Asser College Europe (2003), der Haager Akademie für Völkerrecht (2005), dem Max-Planck-Institut für internationale und vergleichende Rechtswissenschaften (2010, 2011, 2013 und 2015), als Austauschprofessorin des Deutschen Akademischen Austauschdienstes Vizerektorin der belarussischen International University MITSO (2016 bis 2019).
Ihre Forschungs- und Lehrinteressen liegen im Internationalen Recht, dem internationalen Sanktionsrecht und den Menschenrechten, dem Internationalen Sicherheitsrecht, dem Recht internationaler Organisationen, internationalen Schlichtungsverfahren und internationalem Umweltrecht.
Sie ist Autorin von mehr als 150 Büchern und Artikeln zu den unterschiedlichsten Themen im internationalen Recht, von unilateralen Zwangsmaßnahmen, Gegenterrorismus, dem UN-Sanktions-System, das der UN-Sicherheitsrat im Laufe der Jahre entwickelte, Cyber-Sicherheit, bis hin zu den Herausforderungen und Entwicklungsmöglichkeiten des Arbeitsrechts, wie es in den jüngsten ILO-Dokumenten diskutiert wird.
Seit 2013 war Douhan Mitglied mehrerer Experten-Panels zu negativen Auswirkungen von unilateralen Zwangsmaßnahmen und die Auswirkung auf die Wahrnehmung von Menschenrechten, die vom UN-Menschenrechtsrat und anderen Organisationen durchgeführt wurden.

## Tätigkeit für die Vereinten Nationen
Alena Douhan arbeitete von 2001 bis 2005 für das UN-Büro in Minsk.
2020 wurde sie vom UN-Menschenrechtsrat zur Sonderberichterstatterin über negative Auswirkungen unilateraler Zwangsmaßnahmen auf die Wahrnehmung von Menschenrechten ernannt. Am 25. März 2020 trat sie ihr neues Amt an.
Gemäß des National Review wurde das Amt des Sonderberichterstatters 2014 durch eine Resolution des UN-Menschenrechtsrats ausgelöst durch den Iran auf Initiative der Blockfreien-Bewegung geschaffen; Douhan ist die zweite Amtsinhaberin nach dem Algerier Idriss Jazairy, der von 2015 bis 2019 Sonderberichterstatter war. Das Amt ist unbezahlt und der Amtsinhaber ist kein Mitarbeiter der UN. Im Mai 2022 berichtete die Hong Kong Free Press, dass Douhan 2021 200.000 $ vom Staatsrat der Volksrepublik China, 150.000 $ von Russland und 25.000 $ von Katar erhalten habe.

### Katar
Douhan hielt sich im November 2020 zwölf Tage lang in Katar auf, um die Auswirkungen der Sanktionen durch die Nachbarstaaten zu untersuchen. Bei ihrer Rückkehr erklärte sie, dass die Sanktionen die Möglichkeiten der Kataris verletzten, eine Reihe fundamentaler Rechte wahrzunehmen bezüglich ihrem Familienleben, der Erziehung, der Arbeit, der Gesundheit, dem Privatbesitz, der Religion und dem Zugang zum Rechtssystem. Sie forderte eine Aufhebung der Sanktionen.

### Syrien
Im Dezember 2020 forderte Douhan die USA auf, die gegen Syrien verhängten Sanktionen aufzuheben, da sie den Wiederaufbau der im Bürgerkrieg zerstörten syrischen Infrastruktur verhinderten und die Menschenrechte des syrischen Volkes verletzten. Ihre Äußerungen wurden von der syrischen Regierung begrüßt und amerikanischen Sondergesandten für Syrien zurückgewiesen. Im November 2022 besuchte Douhan Syrien und forderte erneut von den USA, der Europäischen Union und den sich an den Sanktionen beteiligenden arabischen Staaten, diese aufzuheben, da sie negative Auswirkungen auf sämtliche Lebensbereiche hätten und auch zu problematischen Engpässen bei der medizinischen Versorgung der syrischen Bevölkerung führten.

### Venezuela
Im August 2020 besuchte Douhan Venezuela, um die Auswirkungen der Sanktionen der westlichen Länder gegen das Land zu untersuchen. Vor ihrem Besuch forderten 66 venezolanische NGOs Douhan in einem offenen Brief auf, die schädlichen Auswirkungen der Sanktionen auf ein Land zu berücksichtigen, das durch die jahrelange Unterdrückung, Korruption und wirtschaftliche Misswirtschaft, die den Sanktionen vorausgegangen waren, bereits zerrüttet war, und forderte sie auf, sich auch mit unabhängigen Wissenschaftlern der Presse und der Zivilgesellschaft zu treffen.
Nach ihrem Venezuela-Besuchs vom 31. Januar bis 12. Februar 2021 stellte sie in ihrem Bericht fest, dass die gegen das Land gerichteten Sanktionen ausgeprägte negative Auswirkungen sowohl auf die Wirtschaft wie die Bevölkerung Venezuelas hätten. Die ökonomische und humanitäre Krise im Land hätte sich weiter verschärft, wobei der wirtschaftliche Niedergang bereits 2014 mit dem Verfall der Ölpreise begonnen hätte und Misswirtschaft und Korruption ebenfalls dazu beigetragen hätten. Die venezolanische Regierung begrüßte den Bericht, während die Opposition ihr vorwarf, „dem Regime“ von Nicolás Maduro in die Hände zu spielen. Aus der venezolanischen Zivilgesellschaft wurde Douhan massiv kritisiert, und verschiedene Nichtregierungsorganisationen kennzeichneten ihre Haltung in den sozialen Medien durch den Hashtag #Lacrisisfueprimero (Die Krise kam zuerst).

### Positionen
Douhan argumentiert, dass nach dem Völkerrecht einseitige Sanktionen und Zwangsmaßnahmen nur dann legal seien, wenn sie vom UN-Sicherheitsrat legalisiert sind oder als Gegensanktion eingesetzt würden. Sie dürften keinesfalls Pflichten der Staaten oder fundamentale Menschenrechte verletzen. Sie fordert, dass Staaten zu kooperativen Lösungen nach politischer Kontroverse auf rechtlicher Basis finden müssten.

## Sonstige Verpflichtungen
Sie arbeitete von 2006 bis 2008 am Wirtschaftsgerichtshof der Gemeinschaft Unabhängiger Staaten (GUS) in Belarus.

## Veröffentlichungen (Auswahl)
- The Ukrainian Crisis: Wrong Responses of the International Community? in The case of Crimea's annexation under international law, C. Władysław (Hrsg.), SCHOLAR Publishing House, Warsaw, 2017 ISBN 978-83-7383-901-4
- Fundamental human rights and coercive measures: impact and interdependence in Journal of the Belarusian State University. International Relations, 1, 67–77, 2018
- Changing Nature of an Individual in International Law. in Kutafin University Law Review, vol. 5, no. 2, 2018, p. 290+